# جيم نورث
جيم نورث (بالإنجليزية: Jim North)‏ هو لاعب كرة قدم أمريكية أمريكي، ولد في 11 أغسطس 1919 في توكويلا في الولايات المتحدة، وتوفي في 4 فبراير 2003.